# Línguas helênicas
As línguas helénicas (português europeu) ou helênicas (português brasileiro) formam um ramo da família linguística indo-europeia, que inclui o grego e os idiomas mais próximos.
Na Antiguidade existiram diversas variedades do grego, assim como línguas das quais restaram poucas evidências, como o macedônio antigo, que geralmente são tidas como parentes próximas do grego. Com base nos critérios da inteligibilidade mútua, existem apenas duas línguas helênicas hoje em dia: o grego padrão, que descende do antigo dialeto ático, e o tsacônio, descendente do dialeto dórico, que está em via de extinção.
| Ático  | \| \| Dimotiki (grego padrão moderno) \| \| \| \| \| \| Ievânico \| \| \| \| \| \| Pôntico \| \| \| \| \| \| Grego capadócico (uma língua mista) \| \| \| \| \| \| Romano-grego (língua mista) \| \| \| \| |
|        | \| \| Dimotiki (grego padrão moderno) \| \| \| \| \| \| Ievânico \| \| \| \| \| \| Pôntico \| \| \| \| \| \| Grego capadócico (uma língua mista) \| \| \| \| \| \| Romano-grego (língua mista) \| \| \| \| |
| Dórico | Tsacônio (em extinção) |
|        | Tsacônio (em extinção) |
|        | Micênico (extinto) |
|        | |
|        | Dimotiki (grego padrão moderno) |
|        | |
|        | Ievânico |
|        | |
|        | Pôntico |
|        | |
|        | Grego capadócico (uma língua mista) |
|        | |
|        | Romano-grego (língua mista) |
|        | |

|  | Dimotiki (grego padrão moderno)     |
|  |                                     |
|  | Ievânico                            |
|  |                                     |
|  | Pôntico                             |
|  |                                     |
|  | Grego capadócico (uma língua mista) |
|  |                                     |
|  | Romano-grego (língua mista)         |
|  |                                     |

| Ático  | \| \| Dimotiki (grego padrão moderno) \| \| \| \| \| \| Ievânico \| \| \| \| \| \| Pôntico \| \| \| \| \| \| Grego capadócico (uma língua mista) \| \| \| \| \| \| Romano-grego (língua mista) \| \| \| \| |
|        | \| \| Dimotiki (grego padrão moderno) \| \| \| \| \| \| Ievânico \| \| \| \| \| \| Pôntico \| \| \| \| \| \| Grego capadócico (uma língua mista) \| \| \| \| \| \| Romano-grego (língua mista) \| \| \| \| |
| Dórico | Tsacônio (em extinção) |
|        | Tsacônio (em extinção) |
|        | Micênico (extinto) |
|        | |
|        | Dimotiki (grego padrão moderno) |
|        | |
|        | Ievânico |
|        | |
|        | Pôntico |
|        | |
|        | Grego capadócico (uma língua mista) |
|        | |
|        | Romano-grego (língua mista) |
|        | |

|  | Dimotiki (grego padrão moderno)     |
|  |                                     |
|  | Ievânico                            |
|  |                                     |
|  | Pôntico                             |
|  |                                     |
|  | Grego capadócico (uma língua mista) |
|  |                                     |
|  | Romano-grego (língua mista)         |
|  |                                     |